# IJsland op de Olympische Zomerspelen 1952
IJsland nam deel aan de Olympische Zomerspelen 1952 in Helsinki, Finland. Ook de vierde deelname van IJsland eindigde zonder medailles.

## Deelnemers en resultaten

### Atletiek
| Olympiër                                                                | Discipline               | Resultaat | Prestatie                                                   |
| ----------------------------------------------------------------------- | ------------------------ | --------- | ----------------------------------------------------------- |
| Ásmundur Bjarnason                                                      | 100m (m)                 | 54e       | serie 1: 5de in 11,40                                       |
| Hörður Haraldsson                                                       | 100m (m)                 | 47e       | serie 3: 4de in 11,31                                       |
| Pétur Sigurðsson                                                        | 100m (m)                 | 65e       | serie 10: 5de in 11,55                                      |
| Ásmundur Bjarnason                                                      | 200m (m)                 | 49e       | serie 11: 4de in 22,51                                      |
| Hörður Haraldsson                                                       | 200m (m)                 | 50e       | serie 1: 4de in 22,56                                       |
| Guðmundur Lárusson                                                      | 400m (m)                 | 43e       | serie 8: 4de in 49,81                                       |
| Guðmundur Lárusson                                                      | 800m (m)                 | 38e       | serie 8: 7de in 1.56,5                                      |
| Kristján Jóhannsson                                                     | 5000m (m)                | 41e       | serie 2: 14de in 15.23,8                                    |
| Kristján Jóhannsson                                                     | 10000m (m)               | 26e       | 32.00,0                                                     |
| Ingi Þorsteinsson                                                       | 110m horden (m)          | 26e       | serie 6: 4de in 15,6                                        |
| Ingi Þorsteinsson                                                       | 400m horden (m)          | 32e       | serie 2: 5de in 56,5                                        |
| Ásmundur Bjarnason Hörður Haraldsson Pétur Sigurðsson Ingi Þorsteinsson | 4x100m (m)               | DSQ       | serie 4: gediskwalificeerd                                  |
| Torfi Bryngeirsson                                                      | polsstokhoogspringen (m) | 14e       | kwalificatie groep A: 7de met 14,00m finale: 14de met 3,95m |
| Torfi Bryngeirsson                                                      | kogelstoten (m)          | 14e       | kwalificatie: niet gestart                                  |
| Friðrik Guðmundsson                                                     | discuswerpen (m)         | 22e       | kwalificatie groep A: 9de met 44,73m                        |
| Þorsteinn Löve                                                          | discuswerpen (m)         | 24e       | kwalificatie groep B: 14de met 44,28m                       |

Argentinië · Australië · Bahama's · België · Bermuda · Birma · Brazilië · Brits-Guiana · Bulgarije · Canada · Ceylon · Chili · China · Cuba · Denemarken · Duitsland · Egypte · Filipijnen · Finland · Frankrijk · Goudkust · Griekenland · Groot-Brittannië · Guatemala · Hongarije · Hongkong · Ierland · IJsland · India · Indonesië · Iran · Israël · Italië · Jamaica · Japan · Joegoslavië · Libanon · Liechtenstein · Luxemburg · Mexico · Monaco · Nederland · Nederlandse Antillen · Nieuw-Zeeland · Nigeria · Noorwegen · Oostenrijk · Pakistan · Panama · Polen · Portugal · Puerto Rico · Roemenië · Saarland · Singapore ·  Sovjet-Unie · Spanje · Thailand · Trinidad en Tobago · Tsjecho-Slowakije · Turkije · Uruguay · Venezuela · Verenigde Staten · Vietnam · Zuid-Afrika · Zuid-Korea · Zweden · Zwitserland